# Генрих Антиохийский
Анри де Пуатье (фр. Henri de Poitiers, ? — 1276) — байли Иерусалимского королевства.
Анри (Генрих) был четвёртым сыном антиохийского князя Боэмунда IV и Плэсанс де Жильбер; он родился между 1198 и 1217 годами.
В 1223 году Генрих женился на Изабелле де Лузиньян, дочери кипрского короля Гуго I. В 1263 году она стала регентом Иерусалимского королевства и, в свою очередь, назначила Генриха байли королевства.
Генрих утонул в море в июне 1276 года, когда плыл на германском корабле из Тира в Триполи. Его тело было найдено, и после смерти его сына Гуго оба тела — отца и сына — были захоронены в Никосии.

## Дети
- Гуго (1235—1284), король Кипрский и Иерусалимский
- Маргарита Антиохийская (1244—1308), сеньора Тира, титулярная княгиня Антиохийская

Дети Генриха и Изабеллы стали использовать фамилию Лузиньян, а не отцовскую Пуатье.